# Vila Pavão
Vila Pavão é um município brasileiro do estado do Espírito Santo. Sua população estimada em 2014 era de 9 320 habitantes.

## Toponímia
Segundo relatos, a origem histórica do nome atual do município se deve a chamada Casa do Pavão, que havia numa encruzilhada de caminhos percorridos por tropeiros, localizado onde hoje fica o centro da cidade de Vila Pavão.
A tal Casa do Pavão assim passou a ser conhecida, entre os tropeiros que aí pernoitavam, devido a varanda externa desta edificação  ser adornada com o desenho dessa ave: um pavão.

## História
O vale do rio Cricaré (também chamado de São Mateus), assim como a maior parte do norte e noroeste do Espírito Santo, foi habitado por grupos indígenas que ficaram conhecidos historicamente como Botocudos e Maxacali. Falantes de idiomas da família Macro-Jê, os Botocudos eram conhecidos pelo uso de botoques nos lábios inferiores, o que chamava atenção dos não-indígenas, que relatavam essa peça como um "pedaço de tábua" nas bocas. Também genericamente conhecidos como Botocudos pelos colonizadores portugueses, há relatos de que os Aimorés também teriam ocupado o norte capixaba. Vistos como grupos indígenas caçadores-coletores hostis aos portugueses até fins do século XIX, também praticavam a horticultura e a agricultura de forma incipiente. Os confrontos seguidos com colonizadores vindos de Portugal e posteriormente contra brasileiros e imigrantes recém-chegados da Europa teriam causado a expulsão e diminuição demográfica drástica desses povos expulsos por colonizadores. Da segunta metade do século XIX também data menções a grupos Botocudos conhecidos como Nacnenuc, Gueren e Poychá, habitantes do entorno do vale do rio Cricaré.
Por outro lado, apesar de documentações coloniais do período entre os séculos XVI e XVIII indicarem que Tupinambás e Temiminós habitavam principalmente o litoral capixaba, há indícios de que esses e outros povos tupi-guaranis também ocuparam partes do interior. Uma dessas possíveis evidências é o sítio arqueológico Alto Pipinuque 1, localizado no sul do município de Vila Pavão, próximo às margens do rio Cricaré. Em 2022 foram identificados diversos fragmentos de cerâmica relacionadas à Tradição Tupiguarani - algumas ainda com vestígios de pinturas - e ferramentas feitas em quartzo leitoso. Outro fator que indicaria um caráter de permanência dessas populações na região seria a área onde foram encontradas peças: um terraço fluvial, ideal para o cultivo de alimentos e com abundância de argila e rochas para produção de vasilhas e instrumentos líticos. Não há informações sobre datações obtidas nesse sítio, nem exatamente qual grupo habitou esse local, porém há indícios de que povos falantes de idiomas tupi-guarani possam ter habitado a região desde pelo menos o ano 200 da Era Comum.
O processo de colonização europeia da região norte e noroeste do estado do Espírito Santo teve o rio São Mateus como um de seus principais pontos de partida e, também, como rota de entrada para as áreas interiores do estado. Contudo, a partir do momento da descoberta das minas de ouro da região do atual estado de Minas Gerais, a Coroa Portuguesa proibiu o acesso à retaguarda da capitania do Espírito Santo como uma medida de "proteção" para as Minas Gerais. Em 1773, a circulação pelo Rio Doce, a principal rota na região para acessar as áreas de mineração, foi proibida, e fortificações costeiras foram estabelecidas, criando assim uma "barreira protetora". Essa designação de uma "área proibida" no Espírito Santo proporcionou um refúgio seguro para as tribos indígenas vistas como hostis, especialmente os já citados Botocudos, tornando a colonização da região uma empreitada desafiadora.
A construção da ponte sobre o Rio Doce, em Colatina, e a abertura da estrada que liga Nova Venécia a Vila Pavão, em 1940, foram as obras que desencadearam o povoamento e a colonização do município. Os tropeiros e caminhoneiros faziam divulgação "das terras quentes"  aos imigrantes pomeranos e italianos no Sul do estado e nas regiões de limite com Minas Gerais. Foi isso que atraiu grande número de descendentes pomeranos - uma das 38 províncias pertencentes à antiga Prússia, riscada do mapa e atualmente dividida entre a Polônia e a Alemanha - e alguns italianos para o local. Parte dessa motivação para uma migração interna dentro do estado foi causada pela crise do plantio de café no sul do estado, com afluxo não só de imigrantes de origem europeia como também negros libertos e indígenas mais ou menos incorporados culturalmente à sociedade brasileira.
O município de Vila Pavão foi emancipado de Nova Venécia no dia 1 de julho de 1990 (dia do plebiscito, também considerado o "Dia da Cidade"). O município foi colonizado na década de 1920 por caboclos que fugiam da seca do sertão, madeireiros e depois de 1940, quando chegaram algumas famílias de descendência afro, italianas e a maioria pomerana.
Vila Pavão tem hoje mais de 9.000 habitantes, dos quais 78% residem na zona rural, dando destaque à sua agricultura familiar, com lindas elevações de granito denominadas "pedras" que, além de fazerem de Vila Pavão uma das maiores jazidas nacionais deste produto, ainda fazem da região uma das mais lindas do Brasil.

## Relações intermunicipais

### Cidades-irmãs
A geminação de cidades é um conceito que tem como objetivo criar relações e mecanismos protocolares, essencialmente em nível econômico e cultural, através dos quais cidades ou vilas de áreas geográficas ou políticas distintas, estabelecem laços de cooperação.
- Espigão do Oeste, Rondônia (2011)[19]

## Geografia
O município de Vila Pavão está localizado a uma latitude sul de 18º 36' 54" e uma longitude oeste de Greenwish de 40º 36' 39", possuindo área equivalente a 0,94% do território estadual, com 435 km². Estando localizado no norte do Espírito Santo, Vila Pavão faz limites com Ecoporanga, Barra de São Francisco e Nova Venécia, distante 286 km da capital do Estado, Vitória, 28 km de Nova Venécia e 48 km de Barra de São Francisco.

### Localização na divisão administrativa
- Região: Noroeste
- Micro-região: Noroeste I

### Aspectos naturais
- Altitude: 200m
- Ponto de maior altitude: Pedra da Dona Rita com 800m, localizada no Córrego da Rapadura
- Média pluviométrica anual: 800 mm
- Período chuvoso: outubro a março
- Período de seca: abril a setembro

### Temperatura
- Média: 23º
- Mínima: 17º
- Máxima: 34º
- Clima predominante: tropical

### Distritos
O município possui 15 comunidades e é dividido em três regiões administrativas, a sede mais os distritos de Praça Rica (a 15 km) e Todos os Santos (a 13 km). Além disso, a vila de Todos os Anjos (a 15 km) localizada no distrito de Todos os Santos.
Cerca de 78% da população do município reside na zona rural, dando destaque à sua agricultura familiar, o que demonstra a força do interior em Vila Pavão. Força e beleza, formada por lindas elevações de granito, que fazem da região uma das mais lindas do Brasil, além de possuir belas cachoeiras.

## Administração
- Prefeito:  Uelikson Boone (2021-2024)
- Vice-prefeito: Vantuil Schraiber
- Presidente da câmara: ? (2021/2022)

### Ex-prefeitos
- 1° mandato, entre 1993 a 1996: Erno Júlio Dieter
- 2º mandato, entre 1997 a 2000: Eraldino Jann Tesch
- 3º mandato, entre 2001 a 2004: Eraldino Jann Tesch
- 4° mandato, entre 2005 a 2008: Ivan Lauer
- 5° mandato, entre 2008 a 2012: Ivan Lauer
- 6º mandato, entre 2013 a 2016: Eraldino Jann Tesch
- 7º mandato, entre 2017 e 2020: Irineu Wutke